# 19-я гвардейская танковая бригада
19-я гвардейская танковая Минская ордена Ленина Краснознамённая орденов Суворова и Кутузова бригада — гвардейская танковая бригада Красной армии ВС СССР, в годы Великой Отечественной войны.
Условное наименование — войсковая часть полевая почта (в/ч пп) № 16187.
Сокращённое наименование — 19 гв. тбр

## История формирования
Свою историю бригада ведёт от сформированной на основании директивы НКО СССР от 9 февраля 1942 года 87-й танковой бригады. Формирование бригады проходило по штатам № 010/345 — 010/352 с 9 февраля 1942 года в городе Москва, с 24 февраля в городе Дмитров. 24 апреля бригада передислоцировалась в село Медное Медновского района Калининской области, где проходила дальнейшее формирование и обучение в составе 7-го танкового корпуса. Бригада была сформирована в составе: 167-й, 168-й танковые и мотострелковый батальоны, зенитной батареи, роты управления и технического обеспечения.
С 1 по 28 ноября 1942 года бригада проходила переформирование в городе Саратов, по штатам № 010/270 — 010/277 от 31 июля 1942 года, на основании директивы НКО СССР УФ2/884 от 25 октября 1942 года.
За успешно проведенную операцию по овладению Котельниково, приказом НКО СССР № 413 от 29 декабря 1942 года преобразована в гвардейскую танковую бригаду в составе 3-го гвардейского танкового корпуса. Новый номер «19-я гвардейская танковая бригада» присвоен директивой Генерального штаба КА № 36009 от 1 января 1943 года и приказом по 2-й гвардейской армии № 011 от 2 января 1943 года.
С 1 по 30 марта 1944 года бригада проходила переформирование в районе Смердовицы по штатам № 010/500 — 010/506 от ноября 1943 года, на основании директивы ГШ КА № орг/3/307-131.

## Участие в боевых действиях
Период вхождения в действующую армию: 29 декабря 1942 года — 31 марта 1943 года; 18 июля 1943 года — 22 июля 1943 года; 13 августа 1943 года — 26 октября 1943 года; 26 февраля 1944 года — 31 мая 1944 года; 23 июня 1944 года — 12 декабря 1944 года; 6 января 1945 года — 9 мая 1945 года.

## Состав
При преобразовании в гвардейскую:
- Управление бригады (штат № 010/270)
- 1-й (167-й) отдельный танковый батальон (штат № 010/271)
- 2-й (168-й) отдельный танковый батальон (штат № 010/272)
- Мотострелково-пулемётный батальон (штат № 010/273)
- Истребительно-противотанковая батарея (штат № 010/274)
- Рота управления (штат № 010/275)
- Рота технического обеспечения (штат № 010/276)
- Медико-санитарный взвод (штат № 010/277)
- Рота ПТР (штат № 010/375)
- Зенитно-пулемётная рота (штат № 010/451)

С 1 марта 1944 года:
- Управление бригады (штат № 010/500)
- 1-й отдельный танковый батальон (штат № 010/501)
- 2-й отдельный танковый батальон (штат № 010/501)
- 3-й отдельный танковый батальон (штат № 010/501)
- Моторизованный батальон автоматчиков (штат № 010/502)
- Зенитно-пулемётная рота (штат № 010/503)
- Рота управления (штат № 010/504)
- Рота технического обеспечения (штат № 010/505)
- Медико-санитарный взвод (штат № 010/506)

## В составе
| Подчинение     | Подчинение               | Подчинение                     | Подчинение                      | Подчинение |
| Дата           | Фронт (округ)            | Армия                          | Корпус                          | Примечания |
| -------------- | ------------------------ | ------------------------------ | ------------------------------- | ---------- |
| 1.01.1943 года | Южный фронт              | -                              | 3-й гвардейский танковый корпус | -          |
| 1.02.1943 года | Южный фронт              | 2-я гвардейская армия          | 3-й гвардейский танковый корпус | -          |
| 1.03.1943 года | Южный фронт              | -                              | 3-й гвардейский танковый корпус | -          |
| 1.04.1943 года | Резерв Ставки ВГК        | -                              | 3-й гвардейский танковый корпус | -          |
| 1.05.1943 года | Степной военный округ    | -                              | 3-й гвардейский танковый корпус | -          |
| 1.06.1943 года | Резерв Ставки ВГК        | 4-я гвардейская армия          | 3-й гвардейский танковый корпус | -          |
| 1.07.1943 года | Резерв Ставки ВГК        | 4-я гвардейская армия          | 3-й гвардейский танковый корпус | -          |
| 1.08.1943 года | Резерв Ставки ВГК        | 4-я гвардейская армия          | 3-й гвардейский танковый корпус | -          |
| 1.09.1943 года | Воронежский фронт        | 4-я гвардейская армия          | 3-й гвардейский танковый корпус | -          |
| 1.10.1943 года | Воронежский фронт        | 38-я армия                     | 3-й гвардейский танковый корпус | -          |
| 1.11.1943 года | Резерв Ставки ВГК        | -                              | 3-й гвардейский танковый корпус | -          |
| 1.12.1943 года | Московский военный округ | -                              | 3-й гвардейский танковый корпус | -          |
| 1.01.1944 года | Резерв Ставки ВГК        | -                              | 3-й гвардейский танковый корпус | -          |
| 1.02.1944 года | Московский военный округ | -                              | 3-й гвардейский танковый корпус |            |
| 1.03.1944 года | Ленинградский фронт      | -                              | 3-й гвардейский танковый корпус | -          |
| 1.04.1944 года | Ленинградский фронт      | -                              | 3-й гвардейский танковый корпус | -          |
| 1.05.1944 года | 2-й Украинский фронт     | -                              | 3-й гвардейский танковый корпус | -          |
| 1.06.1944 года | Резерв Ставки ВГК        | 5-я гвардейская танковая армия | 3-й гвардейский танковый корпус | -          |
| 1.07.1944 года | 3-й Белорусский фронт    | 5-я гвардейская танковая армия | 3-й гвардейский танковый корпус | -          |
| 1.08.1944 года | 3-й Белорусский фронт    | 5-я гвардейская танковая армия | 3-й гвардейский танковый корпус | -          |
| 1.09.1944 года | 1-й Прибалтийский фронт  | 5-я гвардейская танковая армия | 3-й гвардейский танковый корпус | -          |
| 1.10.1944 года | 1-й Прибалтийский фронт  | 5-я гвардейская танковая армия | 3-й гвардейский танковый корпус | -          |
| 1.11.1944 года | 1-й Прибалтийский фронт  | 5-я гвардейская танковая армия | 3-й гвардейский танковый корпус | -          |
| 1.12.1944 года | 1-й Прибалтийский фронт  | 5-я гвардейская танковая армия | 3-й гвардейский танковый корпус | -          |
| 1.01.1945 года | 2-й Белорусский фронт    | -                              | 3-й гвардейский танковый корпус | -          |
| 1.02.1945 года | 2-й Белорусский фронт    | -                              | 3-й гвардейский танковый корпус | -          |
| 1.03.1945 года | 2-й Белорусский фронт    | 19-я армия                     | 3-й гвардейский танковый корпус | -          |
| 1.04.1945 года | 2-й Белорусский фронт    | -                              | 3-й гвардейский танковый корпус | -          |
| 1.05.1945 года | 2-й Белорусский фронт    | -                              | 3-й гвардейский танковый корпус | -          |

## Командование бригады

### Командиры бригады
- Егоров, Александр Васильевич (29.12.1942 — 12.05.1943), гвардии подполковник, с 1.01.1943 гвардии полковник;
- Позолотин, Тимофей Семёнович (13.05.1943 — 09.09.1943), гвардии полковник (погиб 9.09.1943);
- Есипенко, Василий Иванович (09.09.1943 — 14.11.1943), гвардии майор;
- Походзеев, Георгий Антонович[11] (15.11.1943 — 28.07.1944), гвардии полковник (погиб 28.07.1944);
- Кучин, Николай Александрович (29.07.1944 — 11.01.1945), гвардии подполковник;
- Куц, Алексей Григорьевич[12] (11.01.1945 — 01.07.1945), гвардии подполковник[13][14][15]

### Заместители командира бригады по строевой части
- Есипенко Василий Иванович[16] (07.1943 — 09.09.1943), гвардии майор (ИД);
- Кутузов Михаил Фёдорович[17] (09.1943 — 1944), гвардии полковник;
- Дьячук Ефим Карпович[18] (05.1944 — 07.1944), гвардии подполковник;
- Гольцман Борис Моисеевич (03.1945 —), гвардии подполковник

### Заместители командира по политической части
- Ефимов Иосиф Иванович (29.12.1942 — 16.06.1943), подполковник[19]

### Начальники штаба бригады
- Швецов Виктор Васильевич (29.12.1942 — 12.02.1943), гвардии майор, гвардии подполковник;
- Кучин Николай Александрович[20] (17.02.1943 — 29.06.1943), гвардии майор;
- Смирнов Николай Васильевич (19.07.1943 — 20.08.1943), гвардии подполковник (ранен 20.08.1943);
- Кучин Николай Александрович (22.08.1943 — 28.07.1944), гвардии подполковник;
- Гуржиев Пётр Яковлевич (06.08.1944 — 01.07.1945), гвардии подполковник[15]

### Начальники политотдела, с 06.1943 он же заместитель командира по политической части
- Демин Григорий Никитич (29.12.1942 — 25.01.1943), старший батальонный комиссар, с 23.01.1943 майор;
- Корнилов Василий Андреевич (25.01.1943 — 16.06.1943), майор;
- Ефимов Иосиф Иванович (16.06.1943 — 11.07.1943), подполковник;
- Стебловцев Алексей Иванович (11.07.1943 — 02.05.1944), полковник (ранен 2.05.1944);
- Пилецкий Михаил Иванович (22.05.1944 — 14.07.1945), подполковник[19]

## Отличившиеся воины
| Награда | Ф. И.О                        | Должность                                                             | Звание  | Дата награждения                 | Примечания                    |
| ------- | ----------------------------- | --------------------------------------------------------------------- | ------- | -------------------------------- | ----------------------------- |
|         | Дейнекин, Павел Иванович      | командир танковой роты 1-го танкового батальона                       | гвардии | 24.03.1945                       |                               |
|         | Калашников, Николай Семёнович | командир моторизированного батальона автоматчиков                     | гвардии | 24.03.1945                       |                               |
|         | Фещенко, Пётр Васильевич      | командир 1-го танкового батальона                                     | гвардии | 24.03.1945                       |                               |
|         | Чеботарёв, Василий Михайлович | оперуполномоченный отдела контрразведки СМЕРШ                         | гвардии | 29.06.1945                       | погиб в бою 27 июня 1944 года |
|         | Красавин, Павел Александрович | автоматчик взвода разведки роты управления                            | гвардии | 30.07.1944 26.10.1944 29.06.1945 |                               |
|         | Федченко, Степан Михайлович   | командир миномётного отделения моторизованного батальона автоматчиков | гвардии | 30.07.1944 17.11.1944 29.06.1945 |                               |

## Награды и наименования
| Награда (наименование)          | Дата награждения                                                                  | За что получена |
| ------------------------------- | --------------------------------------------------------------------------------- | --- |
| Почётное звание «Гвардейская»   | присвоено приказом Народного комиссара обороны СССР № 413 от 29 декабря 1942 года | при преобразовании в составе 3-го гвардейского танкового корпуса «за проявленную отвагу в боях за Отечество с немецкими захватчиками, за стойкость, мужество, дисциплину и организованность, за героизм личного состава» |
| Почётное наименование «Минская» | присвоено приказом Верховного главнокомандующего № 0203 от 23 июля 1944 года      | за отличия в боях за овладение столицей Советской Белоруссии городом Минск |
| Орден Ленина                    | награждена указом Президиума Верховного Совета СССР от 26 апреля 1945 года        | за образцовое выполнение заданий командования в боях с немецкими захватчиками при овладении городами Лауенбург, Картузы и проявленные при этом доблесть и мужество                                                       |
| Орден Красного Знамени          | награждена указом Президиума Верховного Совета СССР от 25 июля 1944 года          | за образцовое выполнение заданий командования в боях с немецкими захватчиками, за овладение городом Вильнюс и проявленные при этом доблесть и мужество                                                                   |
| Орден Суворова II степени       | награждена указом Президиума Верховного Совета СССР от 5 апреля 1945 года         | за образцовое выполнение заданий командования в боях с немецкими захватчиками при овладении городами Руммельсбург, Поллнов и проявленные при этом доблесть и мужество                                                    |
| Орден Кутузова II степени       | награждена указом Президиума Верховного Совета СССР от 17 мая 1945 года           | за образцовое выполнение заданий командования в боях с немецкими захватчиками при овладении городом и крепостью Гданьск (Данциг) и проявленные при этом доблесть и мужество                                              |

## Послевоенная история
10 июля 1945 года, в соответствии с директивой Ставки Верховного Главнокомандования № 11097 от 29 мая 1945 года, 19-я гвардейская танковая бригада, в составе 3-го гвардейского танкового корпуса вошла в Северную группу войск, с местом дислокации город Краков, Польской Народной Республики.
4 июля 1945 года, на основании приказа НКО СССР № 0013 от 10 июня 1945 года, 19-я гвардейская танковая бригада была преобразована в 19-й гвардейский танковый Минский ордена Ленина Краснознамённый орденов Суворова и Кутузова полк (в/ч 16187) 3-й гвардейской танковой Котельниковской Краснознамённой ордена Суворова дивизии (в/ч 44181) в подчинении СГВ.
В июне 1946 года 19-й гвардейский танковый полк в составе 3-й гвардейской танковой дивизии вошёл в 7-ю механизированную армию. 20 декабря 1946 года 7-я механизированная армия была переформирована в 7-ю отдельную кадровую танковую дивизию. В связи с этим 3-я гвардейская танковая дивизия была свёрнута в 3-й гвардейский кадровый танковый полк, а входящий в неё 19-й гвардейский танковый полк — в 19-й гвардейский кадровый танковый батальон. В мае 1948 года 7-я отдельная кадровая танковая дивизия была передислоцирована в город Борисов. 21 марта 1950 года 7-я отдельная танковая дивизия была развёрнута в 7-ю механизированную армию в составе Белорусского военного округа, 3-й гвардейский кадровый танковый полк снова стал дивизией, а 19-й гвардейский кадровый танковый батальон — полком с местом дислокации населённый пункт Заслоново, Лепельского района.
В 1957 году, при переходе 3-й гвардейской танковой дивизии на новую организацию и штаты, 19-й гвардейский танковый полк был расформирован.